# Раде (Штайнбург)
Раде (нем. Rade) — община в Германии, в земле Шлезвиг-Гольштейн.
Входит в состав района Штайнбург. Подчиняется управлению Келлингхузен-Ланд. Население составляет 94 человека (на 31 декабря 2010 года). Занимает площадь 3,92 км².